# Sertularia hattorii
Sertularia hattorii is een hydroïdpoliep uit de familie Sertulariidae. De poliep komt uit het geslacht Sertularia. Sertularia hattorii werd in 1940 voor het eerst wetenschappelijk beschreven door Leloup. 